# Mimosa hildebrandtii
Mimosa hildebrandtii är en ärtväxtart som beskrevs av Emmanuel Drake del Castillo. Mimosa hildebrandtii ingår i släktet mimosor, och familjen ärtväxter. Inga underarter finns listade i Catalogue of Life.